# グレアム・ボンド・オーガニゼーション
グレアム・ボンド・オーガニゼーション（The Graham Bond Organisation、GBO）は、1960年代にイングランドのミュージシャンであるグレアム・ボンドが結成したR&B・ジャズ・バンドである。
後にクリームやコロシアムを結成したミュージシャンが在籍した。

## 歴史
ボンドはジャズ・サクソフォーン奏者として1961年にザ・ニュー・ドン・レンデル・クインテットのアルバム『Roarin'』に参加した。そして同アルバムで共演したジョニー・バーチ（ピアノ）が結成したオクテットに加入して、ジンジャー・ベイカー（ドラムス）、ジャック・ブルース（ダブルベース）、ディック・ヘクストール＝スミス（サクソフォーン）らと活動した。1962年、彼はシリル・デイヴィス（ハーモニカ）の後任としてアレクシス・コーナーズ・ブルース・インコーポレイテッドに加入した。
ボンドはブルース・インコーポレイテッドでも、自分より先に加入していたヘクストール＝スミスと共にサクソフォーンを担当した。しかし彼は強力なブルース・ヴォーカリストで、有能かつ革新的なハモンド・オルガン奏者でもあった。ブルース・インコーポレイテッドは同年のクリスマスまでにコーナー、ボンド、ロニー・ジョーンズ（ヴォーカル）、ジョニー・パーカー（ピアノ）、そしてヘクストール＝スミスと同じくボンドより先に加入していたベイカーとブルースの顔ぶれを揃えて、盛んに活動していた。ボンドは1963年に入るとコーナーに交渉して、在籍したままベイカーとブルースとグレアム・ボンド・トリオ（The Graham Bond Trio）を結成し、ブルース・インコーポレイテッドのステージの合間に演奏するようになった。
1963年4月、彼はベイカーとブルースを強引に道連れにしてブルース・インコーポレイテッドを脱退し、ジョージィ・フェイム・アンド・ザ・ブルー・フレイムズのメンバーだったジョン・マクラフリン（ギター）を迎えてグレアム・ボンド・カルテット（The Graham Bond Quartet、GBQ）を結成した。彼等はウエスト・ハムステッドのクルックス・クリークでデビューしてジャズとR&Bを演奏した。同年9月、GBQはグレアム・ボンド・オーガニゼーション（GBO）になり、マクラフリンが時には一週間に7回ものステージを務めるほどの多忙な生活とボンドのバンド運営（後述）に耐えられずに脱退すると、後任にヘクストール＝スミスを迎えた。GBOは自分達の名前が知られていないような郊外の町でも単独で演奏活動を行ない、1963年と1964年の2年間に480日でイギリス全土のパブやクラブで340回もステージに立った。彼等はライト・ショーもどきの演出を採り入れ、ベイカーのドラム・ソロ、ブルースの激しいベースを初め、ボンドのヴォーカルとハモンド・オルガン、ヘクストール＝スミスとボンドのサクソフォーンを大音響で披露して観客を魅了した。
彼等の最初のマネージャーは、かつてブルース・インコーポレイテッドのマネージメントを行なっていたローナン・オライリー（Ronan O'Rahilly）だった。オライリーは彼等のライヴ活動の成功を受けて、ヒット・レコードの制作を目論んでEMIと契約を結んだ。しかしEMIはおよそポップ・スターとは縁がなさそうな容姿のメンバーの売り出しに関心を失ってしまい、彼等のデビュー・シングル'Long Tall Shorty'は1964年にデッカ・レコードから発表された。
彼等は同年末にロバート・スティグウッドとマネージメントの契約を結び、数週間後にデッカのスタジオに入って彼のプロデュースでアルバム『ザ・サウンド・オブ・'65』を一週間で録音し、1965年2月に発表した。そしてスティグウッドが主催したチャック・ベリーのイギリス・ツアーに参加して、ムーディー・ブルースらと共にベリーの前座を務めた。同年10月にアルバム『ゼアズ・ア・ボンド・ビトゥウィーン・アス』を発表。同アルバムには、メロトロンを使用したロック音楽の最初の録音と考えられている'Baby Can It Be True?'が収録された。
一方、メンバーはボンドの大言壮語と杜撰なバンド運営の被害を受けた。GBQ時代、ベイカーらは毎週の収入がブルース・インコーポレイテッド時代の50イギリスポンドから12イギリスポンドに下がったことなどに憤り、ボンドに不満をぶちまけて様々な要求を突きつけた。その結果、彼に代わってベイカーがGBQを運営することになり、GBOになった後は、オライリーを経てスティグウッドがマネージメントに携わった。しかしボンドはマネージメントをだましてステージの前と後の2回もメンバーの分け前を受け取って連れの美女に渡したりするなど、メンバーとマネージメントを悩まし続けた。やがて彼はヘロインを摂取し始め、精神と肉体の状態を悪化させていった。
混乱に拍車をかけたのはベイカーとブルースの衝突だった。彼等はジョニー・バーチ・オクテット時代から互いに相手の演奏技術を高く評価していたが、GBOでは自分がソロを演奏する時に相手がしゃしゃり出てくるのを不快に思い口論を絶やさなかった。ブルースがダブル・ベースをエレクトリック・ベースに持ち替えて音量を上げて演奏するようになると彼等の衝突は激化し、ついに観客の存在を忘れてステージで取っ組み合いの喧嘩をするまでに至った。
1965年の夏にベイカーはブルースに解雇を言い渡し、GBOはナイジェリア出身のマイク・ファラーナ（トランペット）を迎えた。ブルースはベイカーには自分を解雇する権限などないと主張してGBOのライヴに出没し続けたので、ベイカーは遂に彼にナイフを突きつけて、ようやく追い払った。ボンド、ベイカー、ヘクストール＝スミス、ファラーナは1965年の冬にツアーを行なったが、高価なメロトロンが移動中のバンの事故で大破して使用不能になってしまった。1966年春にはヤードバーズ、ロング・ジョン・バルドリーと共に大学でのコンサートに出演したが、この頃になるとボンドはステージ以外では完全な単独行動を取るようになり、GBOの運営についてすっかり無関心になっていた。彼はガールフレンドのダイアン・スチュワートと共に魔術に興味を抱き始め、ステージに立つ前には彼女と二人で怪しげな衣装に身を包んでタロットを使った儀式めいた行為に耽った。ベイカーはこのような有様に匙を投げ、新しいバンドを結成する為に同年５月頃にGBOを脱退した。
GBOはベイカーの後任にジャズ・ドラマーとして活動していたジョン・ハイズマンを迎え、翌1967年1月にシングルを発表した。しかしボンドの健康状態は悪化し続けたので彼等は活動がままなくなり、同年解散した。
1974年5月8日、ボンド死去。ロンドンのフィンズベリー・パーク駅で自殺を図ったとみられている。享年36歳。
2004年12月17日、ヘクストール＝スミス病没。享年70歳。
2014年10月25日、ブルース病没。享年71歳。
2018年6月12日、ハイズマン病没。享年73歳。
2019年10月6日、ベイカー病没。享年80歳。

### ザ・フー・オーケストラ
1966年、マネージャーのスティグウッドは、自分が設立したリアクション・レコードに移籍してきたばかりでシングルのB面に収録する曲がなかったザ・フーの為に、ベイカーに彼が書いたインストゥルメンタル曲'Ode to a Toad'をもらい、作者名を偽名にする代わりに1350イギリスポンドを支払った。
スティグウッドは、'Ode to a Toad'をHarry Butcher作の「ワルツ・フォー・ア・ピッグ」（Waltz for a Pig）と改題した。そしてGBOの同曲の未発表録音をそのまま使用し、ザ・フーが1966年3月4日にリアクション・レコードから発表したシングル『恋のピンチ・ヒッター』（Reaction 591001）のB面にザ・フー・オーケストラ（The Who Orchestra）の名義で収録した。

## メンバー
- グレアム・ボンド（1963年-1967年）
- ジョン・マクラフリン（1963年）[注釈 22]
- ジンジャー・ベイカー（1963年-1966年）
- ジャック・ブルース（1963年-1965年）
- ディック・ヘクストール＝スミス（1963年-1967年）
- マイク・ファラーナ（Mike Falana）（1965年-1967年?）
- ジョン・ハイズマン（1966年-1967年）

## ディスコグラフィ

### スタジオ・アルバム
- 『ザ・サウンド・オブ・'65』The Sound of '65（1965年、Columbia）
- 『ゼアズ・ア・ボンド・ビトゥウィーン・アス』There's a Bond Between Us（1965年、Columbia）[39]

### ライヴ・アルバム
※全て1964年10月15日にクルックス・クリークで録音された同一の音源を収録。
- Faces And Places Vol.4（1972年、BYG Records）[40]※※日本とフランスで発売。
- The Beginning Of Jazz-Rock（1977年、Charly Records）[41]※※イギリス、ドイツ、スペインで発売。
- Live at Klooks Kleek（1988年、Decal）[42]※※イギリス、ドイツ、スペインで発売。

### 編集アルバム
- Solid Bond (1970年、Warner Brothers) [43]※1963年のGBQのライブ音源と1966年のGBのスタジオ・セッションをまとめたボンド名義の2枚組アルバム。
- Wade In The Water (Classics, Origins & Oddities) (2012年、Repertoire) [44]※GBQ名義の楽曲も含む。
- Live At The BBC And Other Stories（2015年、Repertoire）[45]※GBQとGBOのライブ音源を含むボンド名義の4枚組アルバム。

### ザ・フー・オーケストラ
※「ワルツ・フォー・ア・ピッグ」
- Substitute / Waltz for a Pig（1965年）[46][38]※※ザ・フーのシングル『恋のピンチ・ヒッター』のB面収録曲。
- Maximum As & Bs (The Complete Singles)（2017年）[47][48]※※ザ・フーの編集CDボックスに収録。